# Пайпер, Билли
Би́лли Па́йпер (англ. Billie Piper), имя при рождении — Лиэн Пол Пайпер (англ. Leian Paul Piper; род. 22 сентября 1982, Суиндон, Англия, Великобритания) — британская актриса театра и телевидения, а также бывшая певица. Наиболее известна ролями Розы Тайлер в сериале «Доктор Кто», Ханны Бакстер в сериале «Тайный дневник девушки по вызову» и Лили Франкенштейн в сериале «Страшные сказки».
В 2007 году британский журнал «Broadcast» присвоил Пайпер шестое место в рейтинге ста самых влиятельных актёров. Среди женщин она заняла первое место.
В 2017 году актриса стала лауреатом престижной театральной премии Лоренса Оливье за лучшую женскую роль в спектакле «Йерма» по мотивам трагедии испанского поэта Федерико Гарсиа Лорки.

## Биография
Актриса родилась 22 сентября 1982 года в небольшом английском городке Суиндон на юго-западе Англии в семье Пола Пайпера и Мэнди Кент. При рождении девочке дали имя Лиэн, но спустя полгода родители официально поменяли её имя на Билли. Она самая старшая в семье из четырёх детей. У неё есть брат Чарли и две сестры — Харли и Элли.

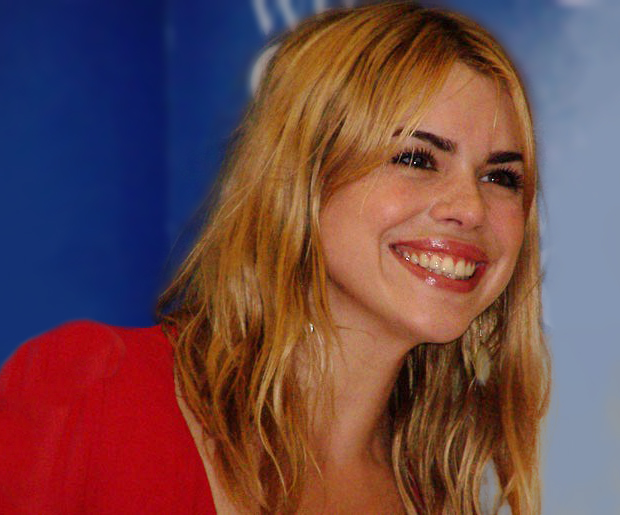
Пайпер в 2004 году

Она училась в средней школе «Брэдон Форест» в Пертоне и посещала знаменитую театральную школу Сильвии Янг в Лондоне.
В возрасте пяти лет Пайпер начала заниматься танцами, и всего два года спустя снялась в американской рекламе газированных напитков. В 1996 году она появилась в качестве актрисы массовки в фильме «Эвита» с Мадонной в главной роли.

### Музыкальная карьера
В 15 лет Пайпер заключила контракт со звукозаписывающей компанией. В 1998 году, выпустив сингл «Because We Want To», она стала самым юным исполнителем, дебютировавшим на первом месте в британском хит-параде. Второй сингл молодой певицы под названием «Girlfriend» также дебютировал на первом месте.
Её первый альбом «Honey to the Bee» получил сертификацию платинового и разошёлся в одной только Великобритании тиражом в три миллиона экземпляров.
После того, как три её сингла заняли первое место и ещё четыре попали в пятёрку лучших, Пайпер решила вернуться к своей изначальной страсти — актёрскому мастерству.

### Актёрская карьера
В мае 2004 года стало известно, что Пайпер сыграет спутницу Девятого Доктора в исполнении Кристофера Экклстона в первом сезоне возрождённого научно-фантастического телесериала «Доктор Кто». Роль Розы Тайлер принесла ей целый ряд видных телевизионных наград и открыла для неё карьеру серьёзной драматической актрисы.

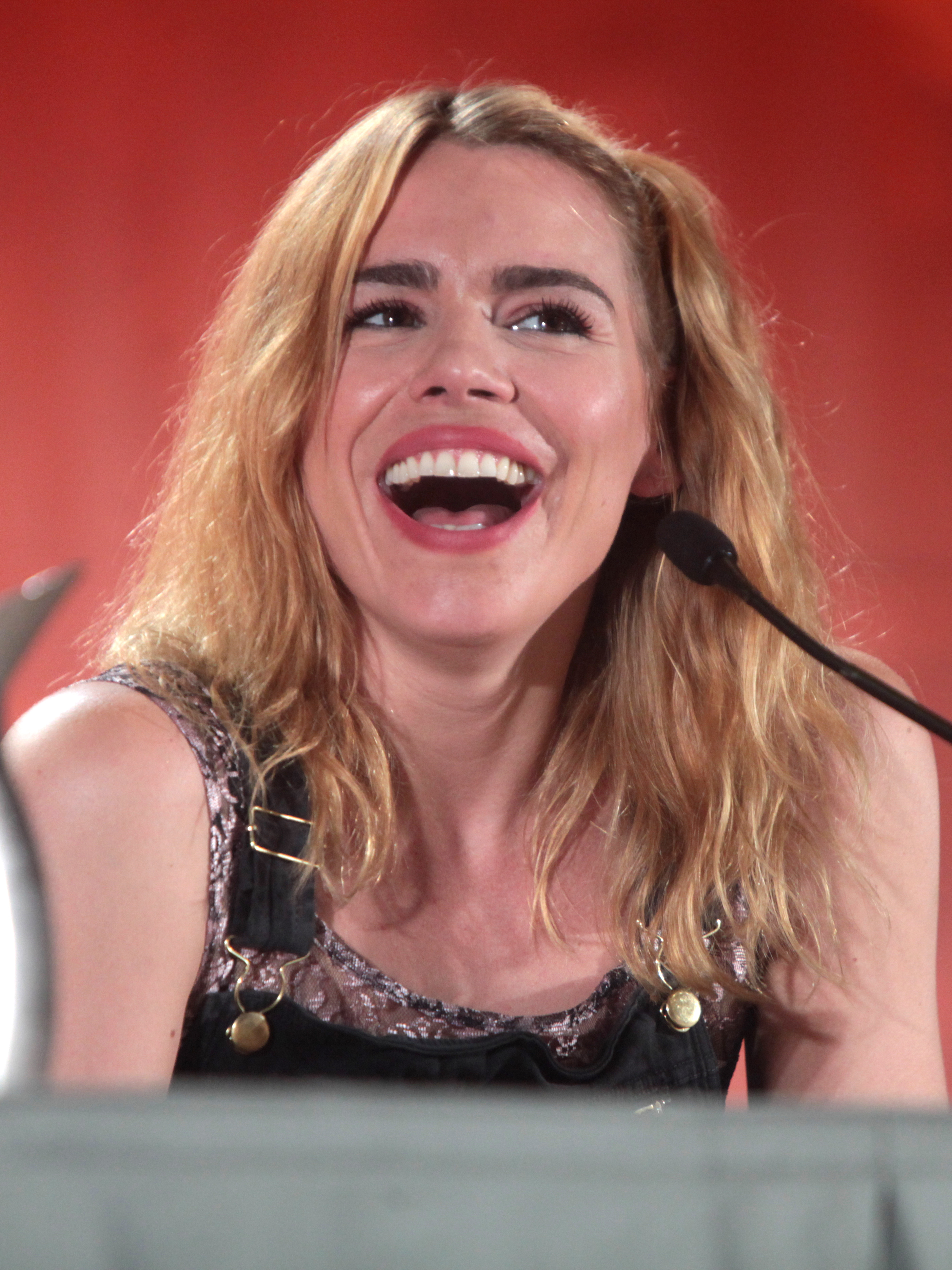
Пайпер на конвенции «Phoenix Comicon» в 2016 году

В октябре 2006 года Билли призналась, что не была поклонницей сериала в детстве, однако за время участия в проекте она настолько полюбила его, что даже подписалась на журнал Doctor Who Magazine. В общей сложности Пайпер появилась в 33 сериях сериала. Её последним появлением в «Докторе Кто» стало участие в юбилейном спецвыпуске 2013 года «День Доктора», где она сыграла сознание мощнейшего оружия Момент, при помощи которого Военный Доктор пытался остановить Войну Времени. Сознание выбрало образ из будущего Доктора и в титрах Пайпер указана именно как «Роза». С 2017 года она озвучивает героиню в аудиопьесах компании Big Finish Productions.
В 2014—2016 годы она исполняла роль Броны Крофт (впоследствии Лили Франкенштейн) в телесериале в жанре хоррор-триллера и фэнтези «Страшные сказки».
В 2007 году Пайпер вышла на театральную сцену, где успешно продолжила выступать в 2010-х годах. Главные роли в спектаклях «Эффект» и «Йерма» принесли ей номинации и призы самых престижных театральных премий Великобритании. В 2017 году Пайпер вошла в историю британского театра как единственная актриса, собравшая за одну роль шесть статуэток всех существующих театральных премий Великобритании, которые присуждают награды в категории «Лучшая актриса».
В 2019 году выступила в качестве режиссёра, сценаристки и исполнительницы главной роли в своём дебютном фильме «Редкие звери», после чего сыграла в сериале «Я ненавижу Сьюзи» об актрисе, которая становится жертвой хакеров. В 2021 году сериал был продлён на второй сезон, а игра Пайпер была отмечена номинацией на премию BAFTA в области телевидения.

## Личная жизнь
В 2001—2007 годы Билли была замужем за телеведущим Крисом Эвансом.
В 2007—2016 годы состояла в браке с актёром Лоуренсом Фоксом. У бывших супругов есть два сына — Уинстон Джеймс (род. 21 октября 2008) и Юджин Пип (род. 5 апреля 2012).
С 2016 года Пайпер встречается с музыкантом Джонни Ллойдом. У пары есть дочь — Таллула (род. 2 января 2019). Пара рассталась в 2023 году.

## Фильмография

### Кино и телевидение
| Год          |    | Русское название                 | Оригинальное название         | Роль                            |
| ------------ | -- | -------------------------------- | ----------------------------- | ------------------------------- |
| 2003         | тф | Кентерберийские рассказы         | Canterbury Tales              | Элисон Кросби                   |
| 2004         | тф | Белла и мальчики                 | Bella and the Boys            | Белла                           |
| 2004         | ф  | Парень из кальция                | The Calcium Kid               | Энжел                           |
| 2005         | ф  | Успей сделать это до 30          | Things to Do Before You're 30 | Викки                           |
| 2005         | ф  | Ловушка для призраков            | Spirit Trap                   | Дженни                          |
| 2005—2013    | с  | Доктор Кто                       | Doctor Who                    | Роза Тайлер                     |
| 2005         | тф | Шекспир на новый лад             | ShakespeaRe-Told              | Геро                            |
| 2006         | тф | Рубин во мгле                    | The Ruby in the Smoke         | Салли Локхарт                   |
| 2007         | тф | Мэнсфилд-парк                    | Mansfield Park                | Фанни Прайс                     |
| 2007         | тф | Тень «Полярной звезды»           | The Shadow in the North       | Салли Локхарт                   |
| 2007—2011    | с  | Тайный дневник девушки по вызову | Secret Diary of a Call Girl   | Белль / Ханна                   |
| 2010         | с  | Страстная женщина                | A Passionate Woman            | Бетти                           |
| 2012         | с  | Настоящая любовь                 | True Love                     | Холли                           |
| 2014—2016    | с  | Страшные сказки                  | Penny Dreadful                | Брона Крофт / Лили Франкенштейн |
| 2016         | ф  | Город тусклых огней              | City of Tiny Lights           | Шелли                           |
| 2018         | с  | Соучастник                       | Collateral                    | Карен Марс                      |
| 2019         | ф  | Редкие звери                     | Rare Beasts                   | Мэнди                           |
| 2019         | ф  | Вечная красота                   | Eternal Beauty                | Никола                          |
| 2020—2022    | с  | Я ненавижу Сьюзи                 | I Hate Suzie                  | Сьюзи Пиклс                     |
| 2024         | ф  | Сенсация                         | Scoop                         | Сэм Макалистер                  |
| 2024         | с  | Каос                             | Kaos                          | Кассандра                       |
| 2025 — н. в. | с  | Доктор Кто                       | Doctor Who                    | TBA                             |
| 2025         | с  | Уэнздей                          | Wednesday                     | Капри                           |

### Аудио
| Год       |   | Русское название                         | Оригинальное название                   | Роль                   |
| --------- | - | ---------------------------------------- | --------------------------------------- | ---------------------- |
| 2017      | с | Доктор Кто: Приключения Десятого Доктора | Doctor Who: The Tenth Doctor Adventures | Роза Тайлер (том 2)    |
| 2019—2020 | с | Приключения Warhammer                    | Warhammer Adventures                    | рассказчица            |
| 2019—2023 | с | Роза Тайлер: Пушка измерений             | Rose Tyler: The Dimension Cannon        | Роза Тайлер (тома 1—3) |
| 2025      | с | Доктор Кто: Приключения Девятого Доктора | Doctor Who: The Ninth Doctor Adventures | Роза Тайлер            |

## Дискография

### Альбомы
- Honey to the B (1998)
- Walk of Life (2000)
- The Best of Billie (2005)

### Синглы
| Год  | Сингл                      | Максимальная позиция | Максимальная позиция | Максимальная позиция | Максимальная позиция | Максимальная позиция | Максимальная позиция |
| Год  | Сингл                      | Великобритания       | Ирландия             | Австралия            | Швеция               | Швейцария            | Новая Зеландия       |
| ---- | -------------------------- | -------------------- | -------------------- | -------------------- | -------------------- | -------------------- | -------------------- |
| 1998 | «Because We Want To»       | 1                    | 9                    | 19                   | 8                    | —                    | 9                    |
| 1998 | «Girlfriend»               | 1                    | 1                    | 35                   | 2                    | 1                    | 3                    |
| 1998 | «She Wants You»            | 3                    | 21                   | —                    | —                    | —                    | 4                    |
| 1999 | «Honey to the Bee»         | 3                    | 25                   | 6                    | —                    | —                    | 5                    |
| 1999 | «Last Christmas»           | —                    | —                    | —                    | 47                   | —                    | —                    |
| 1999 | «Thank ABBA for the Music» | 4                    | 5                    | 9                    | 17                   | —                    | 6                    |
| 2000 | «Day & Night»              | 1                    | 13                   | 8                    | 52                   | 62                   | 6                    |
| 2000 | «Something Deep Inside»    | 4                    | —                    | 20                   | —                    | 97                   | 18                   |
| 2000 | «Walk of Life»             | 25                   | —                    | —                    | —                    | —                    | —                    |
| 2007 | «Honey to the Bee»         | 17                   | —                    | —                    | —                    | —                    | —                    |

## Премии и номинации

### Премии
- 1999 — Smash Hits Awards: Best Female
- 1999 — Smash Hits Awards: Best Dressed Female
- 2005 — National Television Awards: Most Popular Actress
- 2005 — BBC Face Of The Year
- 2005 — BBC Drama Awards: Best Actress
- 2006 — The South Bank Show Awards: The Times Breakthrough Award — Rising British Talent
- 2006 — TV Choice/TV Quick Awards: Best Actress
- 2006 — National Television Awards: Most Popular Actress
- 2006 — BBC Drama Awards: Best Actress
- 2006 — Tric Awards: Best New Talent
- 2006 — GQ Magazine Awards: Woman of the Year
- 2006 — BBC Drama Awards: Exit of the year
- 2016 — Премия Лоренса Оливье: Best Actress[5][6]
- 2016 — Evening Standard Theatre Awards: Best Actress[10]
- 2016 — Critics' Circle Theatre Award: Best Actress[12]
- 2016 — Broadway World Theatre Awards: Best Actress[11]

### Номинации
- 2006 — Broadcasting Press Guild Awards: Best Actress (за роли в сериалах «Доктор Кто» и «ShakespeaRe-Told»)
- 2006 — BAFTA Cymru Awards: Best Actress
- 2007 — TV Choice/TV Quick Awards:Best Actress Mansfield Park
- 2008 — Rose d’Or: Special Award for Best Entertainer (за роль в сериале «Тайный дневник девушки по вызову»)
- 2013 — Премия Лоренса Оливье: Best Actress[9]
- 2007[24], 2013[25], 2014[26] — Evening Standard Theatre Awards: Best Actress